# Leptochilus pteropus
Leptochilus pteropus là một loài thực vật có mạch trong họ Polypodiaceae. Loài này được (Blume) Fraser-Jenk. mô tả khoa học đầu tiên năm 2008.